# Jbala, Idlib
Jbala, Idlib (tiếng Ả Rập: جبالا) là một ngôi làng Syria nằm ở Kafr Nabl Nahiyah ở huyện Maarrat al-Nu'man, Idlib. Theo Cục Thống kê Trung ương Syria (CBS), Jbala, Idlib có dân số 1875 trong cuộc điều tra dân số năm 2004.